# Pazzie di gioventù
Pazzie di gioventù (Fresh Horses) è un film del 1988 diretto David Anspaugh, basato su una piéce teatrale di Larry Ketron. Il film ha per protagonisti Molly Ringwald e Andrew McCarthy.

## Trama
Matt è un giovane studente universitario di grandi prospettive che proviene da una famiglia in vista, fidanzato e prossimo al matrimonio. Un giorno durante una festa tra amici, conosce una strana ragazza del Kentucky di nome Jewel. L'aria misteriosa della ragazza stuzzica l'interesse di Matt che lentamente s'innamora di lei, poi ricambiato. Matt tuttavia viene messo in guardia dal suo migliore amico sulla reale condizione di Jewel, in quanto proviene da una situazione familiare difficile: lei non ha in realtà vent'anni,  bensì sedici anni ed è sposata con il poco raccomandabile Green. Nonostante le difficoltà, i due giovani cercheranno di vivere il loro amore, anche se la vita pare avere in serbo per loro strade molto diverse.